# Timiomyia grisea
Timiomyia grisea är en tvåvingeart som först beskrevs av Paramonov 1931.  Timiomyia grisea ingår i släktet Timiomyia och familjen svävflugor.
Artens utbredningsområde är Uzbekistan. Inga underarter finns listade i Catalogue of Life.